# Темпл, Уильям (архиепископ Кентерберийский)
Уильям Темпл (англ. William Temple, 15 октября 1881[…], Эксетер — 26 октября 1944[…], Кент) — 98-й архиепископ Кентерберийский, лидер экуменического движения, реформ в системах образования и трудовых отношений.

## Биография
Сын 95-го архиепископа Кентерберийского (в 1896—1902 годах) Фредерика Темпла (1821—1902) и Беатрис Бланш Ласеллес (англ. Beatrice Blanche Lascelles; 1845—1915), дочери Уильяма Ласеллеса (William Lascelles), сына 2-го графа Харвуда.
Учился сначала в школе Рэгби, затем в колледже Баллиол Оксфордского университета. В этот период состоял президентом Оксфордского союза (Oxford Union), но получил известность в большей степени благодаря своему эссе о творчестве Роберта Браунинга, прочитанному в Баллиольском обществе.
В 1904—1910 годах преподавал философию в Куинз-колледже Оксфордского университета. Формально его курс посвящён «Государству» Платона, на деле он излагал студентам свой взгляд на ряд проблем античного и христианского мировоззрения. В эти же годы он сблизился со Студенческим христианским движением (Student Christian Movement), заявлял о своих социалистических убеждениях, его избирают президентом Ассоциации образования рабочих (Workers’ Educational Association), которую он впоследствии возглавлял до 1924 года.
В 1909 году рукоположён в священника. Будучи директором Рептонской школы (Repton School) в 1910—1914 годах и ректором Сэйнт-Джеймской церкви на площади Пикадилли в Лондоне (St James’s Church), в 1915—1918 годах, редактировал газету «Challenge»; в 1916 году являлся секретарём Национальной миссии покаяния и надежды (англ. National Mission of Repentance and Hope), стал лидером движения «Жизнь и Свобода» (англ. Life and Liberty), стремившегося к большей независимости Церкви Англии от государства. Затем Темпл занимал должность каноника Вестминстерского аббатства (1919—1921). Сочувственное отношение Темпла к рабочему движению приводит его в ряды Лейбористской партии (1918—1925). Человек энергичный и обладающий способностью никогда не расставаться с пером, Темпл в ночь накануне собственной свадьбы в 1916 году завершил свой крупнейший философский труд «Mens Creatrix» («Творческий разум»), изданный в 1917 году.
В 1921—1929 годах занимал кафедру епископа Манчестерского. В 1924 годах председательствовал на межцерковной Конференции по христианской политике, экономике и гражданству в Бирмингеме (англ. Conference on Christian Politics, Economics, and Citizenship), в 1925 году стал председателем Комиссии христианской доктрины, избираемой епископами (и возглавлял её до завершения работ в 1937 году), в 1926 году произвёл важную административную реформу, выделив из своего диоцеза епархию Блэкбёрна (diocese of Blackburn), в том же году безуспешно пытался содействовать прекращению забастовки шахтёров. В 1927 году Темпл представлял англикан на первой экуменической конференции «Вера и церковное устройство» в Лозанне. В 1928 году участвовал в конференции Международного миссионерского совета (англ. International Missionary Council) в Иерусалиме.
В 1929—1942 годах занимал кафедру архиепископа Йоркского. В эти годы писал несколько книг, в том числе «Природа, Человек и Бог» (Nature, Man and God, 1934), «Люди без работы» (Men without Work, 1938), а также работы, основанные на материалах его Гиффордских лекций (Gifford Lectures), прочитанных в Глазго в 1932—1934 годах: «Лекции по Евангелию от Иоанна» (Readings in St John’s Gospel, 1939 и 1940), «Христианство и общественное устройство» (Christianity and Social Order, 1942). С 1929 года до самого начала Второй мировой войны председательствовал на ежегодных заседаниях Комитета веры и церковного устройства в разных странах Европы, с середины 1930-х годов активно поддерживал идею создания Всемирного совета церквей, в том числе на двух конференциях 1937 года: «Жизнь и работа» (Life and Work) в Оксфорде и «Вера и церковное устройство» в Эдинбурге, а в 1938 году в Утрехте был избран председателем временного комитета Всемирного совета. Сохраняя прежний интерес к решению социальных проблем, добился созыва в январе 1941 году Мальвернской конференции (Malvern conference) для обсуждения проблем отношений между церковью и обществом.
| Предшественник            | Начало периода | Епископские кафедры Уильяма Темпла | Конец периода | Преемник                       |
| ------------------------- | -------------- | ---------------------------------- | ------------- | ------------------------------ |
| Эдмунд Нокс (Edmund Knox) | 1921           | Епископ Манчестерский              | 1929          | Гай Уормэн (Guy Warman)        |
| Космо Гордон Лэнг         | 1929           | Архиепископ Йоркский               | 1942          | Сайрил Гэрбетт (Cyril Garbett) |

### Архиепископ Кентерберийский

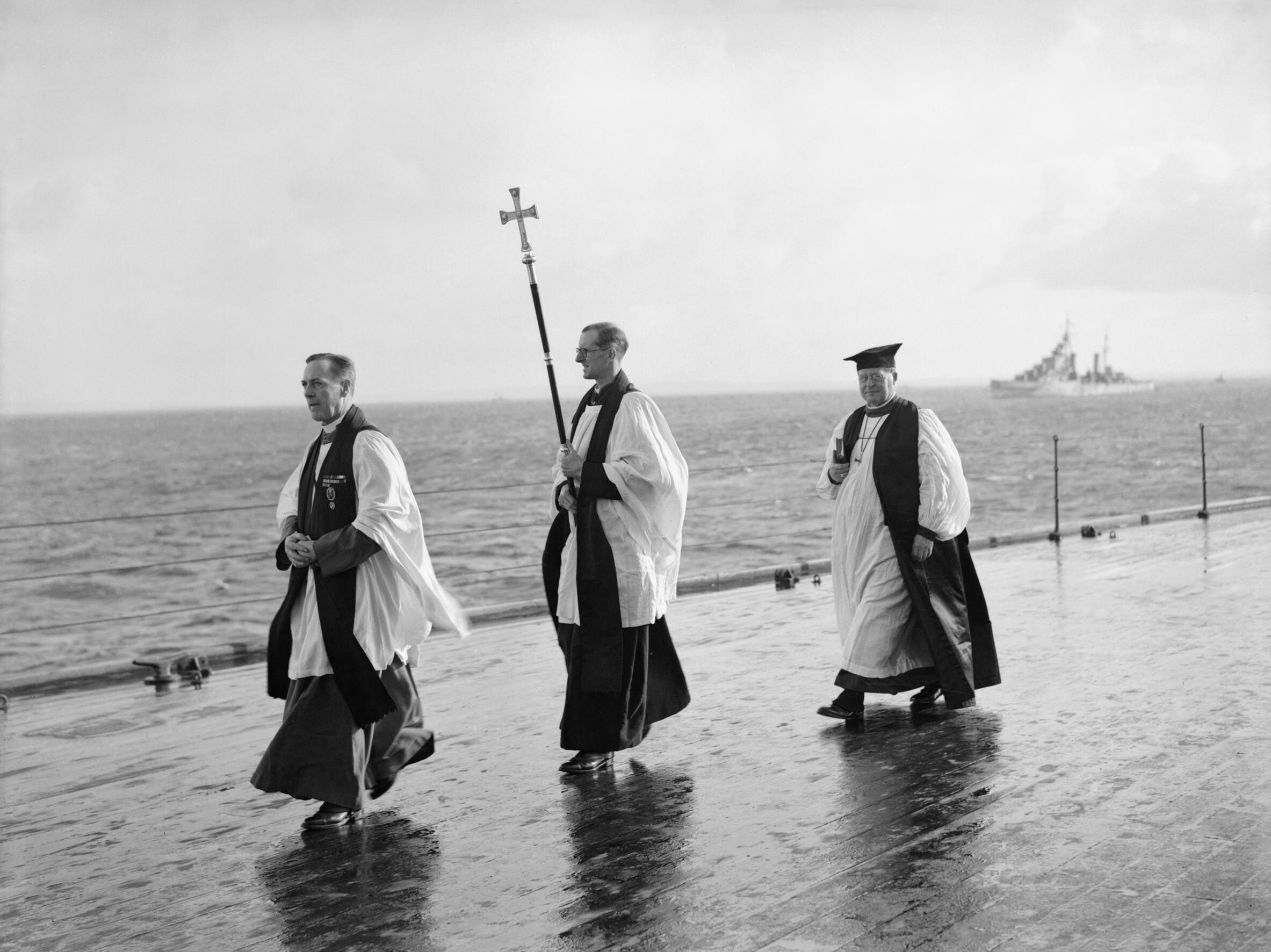
Архиепископ Уильям Темпл (крайний справа) на борту «линкора Король Георг V» (база Скапа-Флоу, 1942 год).

Интронизирован 23 апреля 1942 года в Кентерберийском соборе, впоследствии проводил большую часть своего времени в «Кентербери, поскольку Ламбетский дворец сильно пострадал от воздушных налётов. В сентябре 1942 года Темпл стал президентом Британского совета церквей (ныне организация Соединённые церкви в Британии и Ирландии», Churches Together in Britain and Ireland).
Вместе с американцем Джоном Моттом Уильям Темпл стоял у истоков современного экуменического движения и проделал большую подготовительную работу по созданию Всемирного совета церквей, преодолевая на этом пути традиционные предрассудки и встречая сопротивление видных клириков Англиканской церкви (например — епископа Глостерского Артура Хэдлэма), но не дожил до возникновения этой организации в 1948 году.
Использовал своё влияние в Британском парламенте и в околопарламентских кругах для привлечения различных церквей страны к поддержке Акта об образовании 1944 года (Education Act 1944). Единственная книга, изданная Темплом в этот период — «Церковь смотрит вперед» (англ. Church Looks Forward, 1944), представляет собой сборник проповедей и речей, с которыми он выступает во время многочисленных поездок по стране.
Умер в должности архиепископа Кентерберийского 26 октября 1944 года в Уэстгейт-он-Си, куда был перевезён в связи с приступом подагры, кремирован через пять дней, похоронен при Кентерберийском соборе поблизости от могилы своего отца.

### Семья
24 июня 1916 года Темпл женился на Фрэнсис Гертруде Экланд Энсон (англ. Frances Gertrude Acland Anson; 1890—1984), дочери Фредерика Энсона и внучке сэра Томаса Экланда, друга отца Темпла. Детей у супругов не было.

## Убеждения
Теологические убеждения Темпла описываются как гегельянский идеализм, утверждающий связи между церковью и государством и таким образом признающий необходимость высказывания христианской позиции в общественных проблемах и экономической политике.

## Основные труды
- Church and Nation (1915)
- Mens Creatrix (1917)
- Life of Bishop Percival (1921)
- Christus veritas (1924)
- Personal Religion and the Life of Fellowship (1926)
- Christianity and the State (1928)
- Nature, man and God (1934)
- Men without Work (1938)
- Christianity and Social Order (1942)
- The church looks forward(1944)